# مين يونغ-كي
مين يونغ-كي (هانغل: 민영기) هو لاعب كرة قدم كوري جنوبي في مركز الدفاع، ولد في 28 مارس 1976 في كوريا الجنوبية. لعب مع أولسان هيونداي ونادي بوسان أي بارك.

## وصلات خارجية
- مين يونغ-كي على موقع دوري كوريا الجنوبية (الإنجليزية)
- مين يونغ-كي على موقع قاعدة بيانات كرة القدم.إي يو (الإنجليزية)